# Доналд Трамп Млађи
Доналд Џон Трамп Млађи (енгл. Donald John Trump Jr.; Њујорк, 31. децембар 1977), познат као Дон Џуниор (енгл. Don Jr.), амерички је предузетник. Најстарији је син председника САД Доналда Трампа и његове прве супруге Иване.

## Биографија
Рођен је 31. децембра 1977. у Менхетну. Најстарије је дете Доналда и Иване Трамп. Има млађу сестру Иванку и млађег брата Ерика. Такође има млађу полусестру Тифани из очевог брака с Марлом Мејплс, као и млађег полубрата Барона из очевог брака с Меланијом Трамп. Узор му је био деда по мајци, Милош Зелничек, који је имао дом у близини Прага, где је провео лета кампујући, пецајући, ловећи и учећи чешки језик. Родитељи су му се развели када је имао 12 година. Године 2000. дипломирао је на Универзитету Пенсилваније. Изјавио је да је страствени ловац.
Године 2003. почео је да излази с манекенком Ванесом Хејдон. Венчали су се у новембру 2005. у Палм Бичу. Имају петоро деце. Најмлађу ћерку је показао јавности током Републиканске националне конвенције 2024. Развео се током 2018. У децембру 2021. преселио се из Њујорка на Флориду.